# Stephen Pisano
Stephen F. Pisano SJ (* 16. April 1946 in New York City, USA; † 7. Oktober 2019 in Rom) war ein US-amerikanischer Ordensgeistlicher und römisch-katholischer Theologe. Von 2002 bis 2008 war er Rektor des Päpstlichen Bibelinstituts.

## Leben
Stephen Pisano wurde in New York geboren und wuchs in der San Francisco Bay auf. Nach dem Besuch des Bellarmine College Preparatory in San Jose trat er am 7. September 1964 der Ordensgemeinschaft der Jesuiten in Los Gatos, Kalifornien, bei. Er studierte an der Loyola University in Los Angeles und Philosophie an der jesuitischen Gonzaga University in Spokane. Von 1970 bis 1972 lehrte er Latein, Griechisch und Theologie am St. Ignatius College Prep in San Francisco. Von 1972 bis 1976 studierte er Theologie an jesuitischen Hochschulen in Lyon und Paris. Am 7. Juni 1975 empfing er in San Francisco die Priesterweihe. Von 1976 bis 1979 absolvierte er ein Aufbaustudium am Päpstlichen Bibelinstitut in Rom, das er mit dem Lizenziat in Theologie abschloss. Es folgte von 1980 bis 1982 die Promotion zum Dr. theol. an der schweizerischen Universität Freiburg.
1982 wurde er auf eine Professur für biblische Textkritik und Exegese des Alten Testaments am Päpstlichen Bibelinstitut berufen. Von 1985 bis 1991 war er Superior der Jesuiten am Bibelinstitut, von 1996 bis 2002 Dekan der Fakultät für Bibelwissenschaften. Am 17. September 2002 wurde er in Nachfolge von Robert O’Toole Rektor des Päpstlichen Bibelinstituts in Rom. Das Amt des Rektors hatte er bis 2008 inne. Sein Nachfolger wurde José-Maria Abrego de Lacy.
Pisano war Mitherausgeber der Biblia Hebraica Quinta und beteiligte sich an der (bisher noch nicht veröffentlichten) Bearbeitung der Samuelbücher.